# Krawczyki
Krawczyki (do 1945 r. niem. Kraftshagen) – wieś w Polsce, położona w województwie warmińsko-mazurskim, w powiecie bartoszyckim, w gminie Bartoszyce. 
W latach 1975–1998 wieś administracyjnie należała do województwa olsztyńskiego.
We wsi znajdują się gospodarstwa agroturystyczne, piekarnia z cukiernią oraz szkoła podstawowa.
| SIMC    | Nazwa    | Rodzaj    |
| ------- | -------- | --------- |
| 0470639 | Klekotki | część wsi |

## Historia
Wieś czynszowa lokowana w 1336 r. Kościół wybudowano już w XIV w. W czasie wojny polsko-krzyżackiej wieś została mocno zniszczona a kościół został spalony, w 1414 r. straty wyliczono na 2000 grzywien. W XVI w. wieś została nadana Denhoffom.
W 1889 r. majątek ziemski w Krawczykach, znajdujący się we władaniu grafów Denhoffów (Dönhoddów), razem z folwarkami: Klekotki i Szwarunki, obejmował 1143 ha ziemi. Na początku XX w. ziemia została rozparcelowana i przekazano chłopom.
Szkoła wiejska powstała już w XVIII wieku. W 1935 r. pracowało w niej trzech nauczycieli a uczyło się 94 dzieci. W 1939 r. we wsi mieszkało 484 osób.
Po drugiej wojnie światowej pierwsi osadnicy (m.in. Aleksander Brygoła i Wacław Kulesza - późniejsi wójtowie gminy Galiny, Jan Gróda, Toedor Guzanka - późniejsi radni powiatowi) pojawili się już w 1945 r., a szkołę uruchomiono w 1946 r., a jej organizatorem i pierwszym kierownikiem był Jan Gabirel. W późniejszych latach duże zasługi w rozwoju szkoły wniósł nauczyciel Edward Szołoch. Początkowo szkoła było czteroklasowa, w 1950 r. powstała klasa piąta. Początkowo w budynku szkolnym mieścił się Dom Wczasów Dziecięcych, prowadzony przez Towarzystwo Przyjaciół Dzieci, a turnusy trwały cały rok z dwutygodniową zmianą. W późniejszych latach Towarzystwo Przyjaciół Dzieci organizowało wakacyjne kolonie letnie. W roku 1951 szkołę przeniesiono do pałacu. W tym czasie była to szkoła siedmioklasowa, w której pracowało 4 nauczycieli. W tamtym okresie szkoła była głównym ośrodkiem kultury dla środowiska wiejskiego. Organizowano koncerty orkiestry wojskowej, działało młodzieżowe kółko teatralne, kierowane przez Irenę Wasilewską. W tamtym czasie członkami kółka teatralnego byli: Zdzisław Brygoła, Tadeusz Chadaj, Janina Czarnota, Wiktor Chilimończyk, Janina Kulesza, Henryk Masiulaniec, Maria Masiulaniec, Łucja Prońska, Alicja Wójtowicz, Marian Wasilewski, Wiesław Wasilewski, Bogdan Szczepanik. Spektakle wystawiane były w Krawczykach oraz innych miejscowościach. Ścisłą współpracą utrzymywano z Domem Kultury w Batroszycach oraz teatrem im. S. Jaracza w Olsztynie, skąd wypożyczano stroje do przedstawień. W 1958 r. zakupiono dla szkoły telewizor. Był to pierwszy telewizor we wsi. W grudniu 1961 r. spaliła się część szkoły. Od 1967 r. szkoła była ośmioklasowa. 
W 1983 r. we wsi były 62 domy z 68 mieszkaniami i 279 mieszkańcami. W tym czasie było tu 59 indywidualnych gospodarstw rolnych, uprawiających łącznie 702 ha ziemi. W gospodarstwach hodowano 414 sztuk bydła (w tym 224 mleczne krowy) 546 sztuk nierogacizny, 45 koni i 23 owce. We wsi była szkoła, punkt biblioteczny, boisko sportowe, sala kinowa na 60 miejsc, sklep wielobranżowy, kuźnia.
W 1997 r. do szkoły w Krawczykach zaczęły uczęszczać dzieci z Mint oraz Galin. W tym czasie w szkole w Krawczykach uczyło się ponad 120 dzieci. Od 2000 r. szkoła była sześcioklasowa, w roku szkolnym 2003/ 2004 zdobyła certyfikat „Szkoły z klasą” pod patronatem pana prezydenta Aleksandra Kwaśniewskiego oraz „Gazety Wyborczej”. W 2004 r. w szkole uruchomiono nową pracownię komputerową. W szkole organizowanych jest wiele imprez środowiskowych dla mieszkańców wsi. 
W miejscowości był przystanek kolejowy Krawczyki.

## Zabytki
- Dwukondygnacyjny pałac, wybudowany na planie litery L, z półkolistym ryzalitem w narożu. Mocno przebudowany po II wojnie światowej i stracił walory zabytku. W budynku pałacu obecnie mieści się szkoła podstawowa.
- Fragmenty dawnego, rozległego parku, sąsiadującego z pałacem.